# Robert Henriksen
Robert Henriksen, född 14 december 1890 i Vålse, död 17 maj 1958, var en dansk elektroingenjör.
Henriksen, som var son till läraren Ferdinand Henriksen och Hanne Rasmussen, blev polyteknisk kandidat 1916. Han var ingenjör vid Københavns sporveje 1918–1919, företog en studieresa i Amerika 1920–1921, ingenjör vid S.A. Fabers konsulterande ingenjörsbyrå 1922–1935, vid elektricitetsrådet 1935–1938, kommitterad 1947–1951, professor vid Danmarks tekniske højskole 1938–1950 och direktör i Nordsjællands Elektricitets- og Sporvejs-Aktiselskab (NESA) och Elektricitetsselskabet Isefjordværket 1950.
Henriksen var medlem av styrelsen för Dansk Ingeniørforenings elektrotekniska fackgrupp 1933–1936, ordförande 1940–1943, medlem av Dansk Elektroteknisk Komité från 1939, av elektricitetskommittén av 1940, av Akademiet for de Tekniske Videnskaber från 1941, president 1953–1956, av elektricitetskommissionens av 1941 tekniska underkommitté och av styrelsen för A/S Accurnulatorfabriken från 1943, administratör for Siemens Elektricitets A/S i Köpenhamn från 1945, medlem av Studieselskabet for norsk Krafteksport 1945–1949, av den av Akademiet for de tekniske Videnskaber tillsatta traktionskommittén av 1951 och av ministeriets samfärdselskommission av 1950, medlem av den danska nationalkommittén för World Power Conference från 1946, vicepresident från 1952, medlem av styrelsen for Conference Internationale des Grand Réseaux Electriques à Haute Tension; medlem av elektricitetsrådet från 1951, av styrelsen för Danske Elværkers Forening från 1951 (ordförande från 1955), för Elektricitetsselskabet Isefjordværket och för I/S Kraftimport från 1954, medlem av atomenergikommissionen från 1955 (vice ordförande från 1956) och av dess affärskommitté från 1956.